# Домнешть (Бістріца-Несеуд)
Домнешть, Домнешті (рум. Domnești) — село у повіті Бистриця-Несеуд в Румунії. Входить до складу комуни Мерішелу.
Село розташоване на відстані 314 км на північний захід від Бухареста, 11 км на південь від Бистриці, 72 км на північний схід від Клуж-Напоки.

## Населення
За даними перепису населення 2002 року у селі проживали 756 осіб.
Національний склад населення села:
| Національність | Кількість осіб | Відсоток |
| -------------- | -------------- | -------- |
| румуни         | 660            | 87,3%    |
| цигани         | 84             | 11,1%    |
| угорці         | 8              | 1,1%     |

Рідною мовою назвали:
| Мова      | Кількість осіб | Відсоток |
| --------- | -------------- | -------- |
| румунська | 726            | 96,0%    |
| циганська | 25             | 3,3%     |
| угорська  | 5              | 0,7%     |